# Sean Cody
Sean Cody és un estudi de pornografia gai fundat en 2001. El lloc web presenta, predominantment, homes joves, musculosos, en escenes solistes i hardcore sense condó; per això, Sean Cody s'ha tornat un dels estudis de pornografia més populars d'internet. Sean Cody té una estricta selecció de models, amb contractes que no requereixen experiència pornogràfica prèvia. Va ser dirigit per l'empresa Cody Media Inc. des de 2003 fins a 2015, quan es va vendre al conglomerat MindGeek (que posseeix altres estudis competidors com Men.com). Això va plantejar algunes preguntes considerables sobre la qualitat i exclusivitat del contingut, ja que la mateixa empresa matriu era propietària dels llocs web de contingut compartit que han afectat negativament molts altres estudis.
Un article de 2014 de la revista Slate va explicar com "MindGeek s'ha convertit en el monopoli del porno, col·locant als membres de la indústria en la posició paradoxal de treballar per a la mateixa companyia que es beneficia de la pirateria del seu treball".

## Models
Els actors de Sean Cody inclouen al model de roba interior Simon Dexter; Aaron Savvy, un model de fitness i Ultimate Fighter que va aparèixer a Hole in the Wall, un reality show de televisió;i Dayton O'Connor, Colby Keller, Paul Wagner i Brady Jensen (Dayton, Colby, Barry i Jonah respectivament), ara actors porno professionals. Dakota Cochrane, que va aparèixer en la 15a temporada de The Ultimate Fighter a FX, va aparèixer com a "Danny" en Sean Cody durant la segona meitat de 2007, una decisió que ara lamenta.
"Sean" (nom real Ben) va aparèixer a la sèrie True Life de MTV el desembre de 2015, en un episodi titulat I Am a Gay-for-Pay Porn Star, on parla de la seva família i la seva carrera en el porno gai. L'actor Forrest també apareix en l'episodi.

## Controvèrsies
Jason Andrews, qui va aparèixer en el lloc sota el pseudònim Addison en 2008, va ser arrestat per assassinat en primer grau en 2010. Addison era molt popular entre els fanàtics i va aparèixer en set vídeos d'abril a juliol de 2008. Més tard es va declarar culpable de l'assassinat en primer grau i va ser condemnat a cadena perpètua sense possibilitat de llibertat condicional.
El juny de 2010, Devon Hunter, un acompanyant i model que havia actuat en els vídeos de Sean Cody amb el nom de Ryan, va escriure un relat detallat de la seva experiència mentre filmava per a la companyia, al·legant que va experimentar homofòbia en el set i va criticar les escenes gai for pay. Es va iniciar un intens debat internacional a molts blogs sobre el tema gai for pay en la pornografia. Es va intensificar quan Sean Cody va donar a conèixer la informació personal de Hunter en represàlia a Queerty.com, que va rebre crítiques intenses per les declaracions i va eliminar la publicació.
Al gener de 2012, la companyia matriu de Seancody.com va presentar una demanda en un tribunal federal contra 122 persones que compartien arxius no identificats per suposadament intercanviar còpies no autoritzades del primer vídeo sense preservatius del lloc, Brandon & Pierce Unwrapped, al desembre de 2011. Aquesta va ser la primera vegada Sean Cody va demandar per compartir arxius en línia.
El març de 2015 Teofil Brank, qui havia modelat pet Sean Cody amb el nom de Jarec Wentworth, va ser arrestat per suposadament extorquir a un executiu de Magicjack Vocaltec Ltd., Donald Burns, qui també és un destacat polític republicà. Brank va ser declarat culpable al juliol de 2015. En octubre de 2015, Brank fou condemnat a sis anys de presó.